# 向山玉雄
向山 玉雄（むかいやま たまお、1933年 - ）は、日本の園芸学・教育学者。

## 略歴
長野県伊那市出身。1955年千葉大学園芸学部卒業、東京都葛飾区立亀有中学校教諭、北海道教育大学函館校助教授、教授を経て奈良教育大学教授、奈良教育大学附属中学校校長、産業教育研究連盟委員長、日本農業教育学会会長、食農教育研究家。技術・家庭科が男女同一になる過程で日常生活の中での技術教育を研究した。

## 著書
- 『家庭電気技術入門』 (現代技術入門全集) 国土社 1968
- 『電気教室200の質問』国土社 1975
- 『新しい技術教育論 教育現場からの提言』民衆社 1980
- 『よくわかる技術・家庭科の授業』民衆社 1981
- 『たのしくできる作物・野菜の栽培』あゆみ出版 1984
- 『電気教室Q&A』 (たのしい手づくり教室. つくる・そだてる・考える) 民衆社 1986
- 『春まき草花 その育て方・観察法・たのしみ方』 (たのしい手づくり教室. つくる・そだてる・考える) 民衆社 1986
- 『春と秋の宿根・球根草花 その育て方・観察法・たのしみ方』 (たのしい手づくり教室. つくる・そだてる・考える) 民衆社 1986

### 共編著
- 『男女共通の技術・家庭科教育』岡邦雄共編 明治図書出版 1970
- 『遊びと労働で育つ子ども』編著 (青木教育叢書)青木書店 1979
- 『子どもとつくる学校行事 中学校篇』家本芳郎共編 民衆社 1981
- 『男女平等と技術教育 小・中・高一貫の技術教育を求めて』原正敏共著 民衆社 1986
- 『教師のための文具術』 (シリーズ教育技術セミナー) 編. 民衆社 1991
- 『やさしくできるひとりそば打ち』榎本桂子共著 合同出版 2002

## 論文
- ＜向山玉雄